# Associació per a l'Estudi del Moble
L’Associació per a l’Estudi del Moble és una entitat privada sense ànim de lucre, fundada el 2004, dedicada a la investigació, la formació i el foment del moble antic i contemporani. Va ser impulsada i és presidida per la doctora en Història de l'art per la UB i diplomada en Works of Art per Sotheby's a Londres, Mónica Piera.
L’associació s'adreça a un públic ampli al voltant del mobiliari: des d’historiadors, antiquaris, artesans, fusters, conservadors, restauradors, gestors culturals, col·leccionistes i aficionats a les arts decoratives i als mobles fins a escenògrafs, arquitectes i interioristes. Entre altres coses, vetlla per aconseguir una formació superior pels conservadors i restauradors de mobiliari.
Des de l’any  2005, l’AEM publica anualment el cicle de conferències o el simposi que organitza regularment. Aquestes publicacions recullen les darreres investigacions sobre diversos temes vinculats amb el moble que estan signades per reconeguts estudiosos. Fins a l'any 2014 ho va fer en col·laboració amb el Museu de les Arts Decoratives de Barcelona fins a l’any 2014. Des del 2015 col·labora amb el Museu del Disseny de Barcelona, que a través del Centre de Documentació gestiona la xiloteca i la biblioteca. El 2006 va fer una publicació sobre mobles de l'Empordà al segle XVIII, signat per Mònica Piera.